# Oxalis sellowiana
Oxalis sellowiana är en harsyreväxtart som beskrevs av Joseph Gerhard Zuccarini. Oxalis sellowiana ingår i släktet oxalisar, och familjen harsyreväxter. Utöver nominatformen finns också underarten O. s. alba.